# リー・ウィルコフ
リー・ウィルコフ（Lee Wilkof、1951年6月25日 - ）は、アメリカ合衆国の俳優。

## 出演作品

### 映画
- もういちど殺して（ビッグ・ジム）